# Treasure Island (1920)
Treasure Island is een Amerikaanse avonturenfilm uit 1920 onder regie van Maurice Tourneur. Het scenario is gebaseerd op de gelijknamige roman uit 1883 van de Schotse auteur Robert Louis Stevenson. Destijds werd de film in Nederland uitgebracht onder de titel Goudeiland. De film is wellicht zoekgeraakt.

## Verhaal
Jim Hawkins werkt in de herberg van zijn moeder. Op een dag krijgt hij een schatkaart van een stervende vreemdeling. Hij besluit naar de verborgen schat van kapitein Flint op zoek te gaan. De piraat John Silver wil hem ook graag buitmaken.

## Rolverdeling
| Acteur              | Personage         |
| ------------------- | ----------------- |
| Shirley Mason       | Jim Hawkins       |
| Josie Melville      | Mevrouw Hawkins   |
| Al W. Filson        | Bill Bones        |
| Wilton Taylor       | Black Dog         |
| Lon Chaney          | Blind Pew         |
| Charles Ogle        | John Silver       |
| Joseph Singleton    | Israel Hands      |
| Bull Montana        | Morgan            |
| Harry Holden        | Kapitein Smollett |
| Sydney Deane        | Trelawney         |
| Charles Hill Mailes | Dokter Livesey    |